# Ingrid Salvenmoser
Ingrid Salvenmoser (* 28. März 1967 in Scheffau am Wilden Kaiser) ist eine ehemalige österreichische Skirennläuferin.

## Biografie
Salvenmoser fuhr 17 Jahre lang Rennen im Alpinen Skiweltcup. Die Slalomspezialistin war in ihrer Laufbahn sechsmal unter den besten drei, gewann jedoch nie ein Rennen. Bei den Alpinen Skiweltmeisterschaften 1991 in Saalbach errang sie im Slalom die Bronzemedaille. Sie ist auch staatlich geprüfte Skilehrerin und hat eine Diplom-Trainingsausbildung.
Nach ihrer Karriere, die bis ins Jahr 2001 andauerte, eröffnete sie eine Skischule in ihrem Geburtsort.

## Sportliche Erfolge

### Olympische Spiele
- Nagano 1998: 6. Slalom

### Weltmeisterschaften
- Vail 1989: 5. Slalom, 10. Riesenslalom
- Saalbach-Hinterglemm 1991: 3. Slalom, 8. Riesenslalom
- Morioka 1993: 14. Slalom, 19. Riesenslalom
- Sierra Nevada 1996: 5. Slalom
- Sestriere 1997: 10. Slalom
- Vail 1999: 17. Slalom

### Junioren-Weltmeisterschaften
- Sugarloaf 1984: 6. Riesenslalom
- Jasná 1985: 4. Slalom, 4. Riesenslalom

### Österreichische Meisterschaften
- österreichische Staatsmeisterin im Riesenslalom 1988 und 1991 und im Slalom 1991

## Auszeichnungen
- 1999: Goldenes Verdienstzeichen der Republik Österreich